# Baba I
Pour les articles homonymes, voir Baba.
Baba I est l'un des quatre villages de la commune de Babessi, département de Ngo-Ketunjia de la région du Nord-Ouest du Cameroun. C'est aussi le siège d'une chefferie traditionnelle de 2e degré.

## Géographie
Le groupement de Baba I est traversé par la route nationale 11 à 11 km à l'ouest du chef-lieu communal Babessi, il est localisé à 6° 03' 44 N et 10° 29' 25 E. Il se trouve à environ 39 km de distance de Bamenda, le chef-lieu de la Région du Nord-Ouest et à environ 269 km de distance de Yaoundé, la capitale du Cameroun.

## Population
En 2011, le village comptait 24 268 habitants, dont 4 513 hommes et 7 454 femmes et 12 301 enfants.

## Quartiers et villages
Le groupement de Baba I est constitué de 19 quartiers et villages :
- Vemgang ;
- Mboghomban ;
- Mbanka ;
- Mbawart ;
- Ngomesingong ;
- Mbawa ;
- Membeh ;
- Ndumunkwi ;
- Kwepessi ;
- Kingang ;
- Ndwikam ;
- Konyiart ;
- Kungoli ;
- Ngwi Centre ;
- Meya ;
- Mechacha ;
- Mbanghanga ;
- Nqwimendzen ;
- Njipiak.

## Éducation
Baba I a 10 écoles primaires et maternelles.

## Cultes
Les dénominations protestantes représentés dans le groupement sont Calvary Baptist Church, Presbyterian Church à Meya. La paroisse catholique Saint Marc de Baba I (St Mark Parish) relève de l'archidiocèse de Bamenda.

## Réseau routier
Une route relie Baba I aux villages de Bamessing, de Bamunka, de Babungo et de Babessi.
En septembre 2015, de fortes pluies se sont abattues sur le village de Baba 1, provoquant d'importantes inondations et plusieurs centaines de villageois ont vu leur habitation détruite. Ces inondations ont été attribuées à une mauvaise planification dans la construction de la route.